# Берман, Адольф
Адольф Берман (17 октября 1906 г., Варшава, Царство Польское, Российская империя — 3 февраля 1978 г., Тель-Авив, Израиль) — польский и израильский общественный деятель, психолог, секретарь Жеготы. Брат Якуба Бермана.

## Биография
Адольф Берман закончил философский факультет Варшавского университета. В 1926 года вступил в левую партию Поалей Цион.
Во время II мировой войны находился в Варшавском гетто, где стал одним из организаторов Антифашистского блока. Был главным редактором газеты Der Ruf и работал в благотворительной организации Centos, опекающей детей в Варшавском гетто. Будучи членом Антифашистского блока и одновременно членом польской подпольной организации Жегота, Адольф Берман отвечал за связи с польским подпольем и организовывал побеги из гетто. После ликвидации Варшавского гетто Адольф Берман продолжал подпольную деятельность.
В январе 1944 года Адольф Берман стал председателем еврейского отделения Крайовой Рады Народовой. В 1945 году он стал заместителем председателя, и затем председателем Центрального комитета польских евреев. Эту должность он занимал до 1949 года. В 1950 году Адольф Берман переселился в Израиль.
Адольф Берман давал показания в процессах против Адольфа Эйхмана и Веры Гран, сотрудничавшей с нацистскими властями.
Был депутатом в Кнессете от партии МАПАМ. В 1954 году Адольф Берман вступил в Коммунистическую партию Израиля.

## Источник
- Berman, Adolf Abraham/ The YIVO Encyclopedia, Jews in Eastern Europe Архивная копия от 29 июля 2020 на Wayback Machine